# Xoán Vicente Viqueira

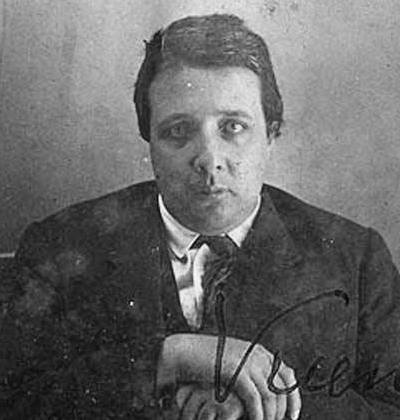
Johán Vicente Viqueira Cortón

Johán Vicente Viqueira Cortón (Madrid, 1886 — Bergondo, 1924) foi um filósofo, pensador e escritor galego do final do século XIX e começo do século XX. Em 1974 foram-lhe dedicados os atos do Dia das Letras Galegas.

## Biografia
Johán Vicente Viqueira Cortón nasceu em Madrid em 22 de outubro de 1886 numa família liberal e culta originária de Betanzos. Pronto a família translada-se de volta à Galiza, primeiro à Corunha e depois a uma propriedade familiar em Vixoi (Bergondo), onde Viqueira mora até os doze anos em contato com a língua galega.
Em 1898 desloca-se novamente para Madrid para estudar na Institución Libre de Enseñanza (ILE). Com quinze anos viaja a Paris por causa de uma doença óssea (da qual irá morrer com quarenta e oito anos). A sua estadia em Paris, além disso, servir-lhe-á para assistir aulas e cursos na Universidade da Sorbona e no Colégio da França, onde escuta lições dos sociológos Émile Durkheim e Bouglé, do antropologo Lucien Lévy-Bruhl ou do filósofo Henri Bergson e onde termina contatando com a Psicologia experimental através dos psicólogos Carl Stumpf, Max Dessoir, Rupp, Wilhelm Müller e Wilhelm Wundt enquanto continua a sua formação filosófica com Edmund Husserl, Bernard Katz e Alois Riehl e termina a sua tese de doutoramento.
Em 1911 licencia-se em Filosofia pela Universidade de Madrid e viaja à Alemanha, onde assiste a seminários de Psicologia e Pedagogia em diferentes universidades. Em 1914, com o início da Primeira Guerra Mundial e sendo já doutor em Filosofia, desloca-se para a Inglaterra, onde residirá meses antes de regressar novamente a Madrid para dar aulas na ILE. Ali permaneceu até 1917, quando ganhou a oposição à cátedra de Filosofia no liceu de Santiago de Compostela. Regressa desse modo à Galiza.
Em Santiago contata com as Irmandades da Fala e consolida a fama adquirida com as suas publicações sobre temas pedagógicos e sociológicos. Nesse mesmo ano casa com Jacinta Landa e entra também em contato com a cultura portuguesa na sua viagem de casamento. Desloca-se à Corunha, onde, ao mesmo  tempo que desenvolve uma intensa atividade inteletual, se incorpora à Irmandade da Fala local e inicia a sua colaboração com A Nosa Terra com artigos sobre teoria nacionalista, galeguização da educação, normalização do idioma e reintegração das escritas galegas à corrente lusófona internacional, etc. Colabora com outros meios galegos (como Nós ou Ronsel) e portugueses (como A Aurora do Lima). Continua a publicar sobre Pedagogia e Psicologia; realiza traduções para o espanhol de filósofos e psicólogos de prestígio;  e, com Antón Villar Ponte, inicia um projeto de publicações que dará posteriormente origem à editora Lar (1924). Por causa da sua doença não curada, Viqueira morre em 29 de agosto de 1924.

## Obra
Em espanhol, Viqueira escreveu obras sobre filosofia, psicologia e pedagogia como Introducción a la Psicología pedagógica, Elementos de ética, Lecciones elementales de historia de la Filosofia, Ética y Metafísica, ou La Psicologia contemporánea, ademais de realizar traduções para esse mesmo idioma de Teócrito, Immanuel Kant, David Hume, Vorländer e George Berkeley.
Mas a obra de Johán Vicente Viqueira vai além dos ensaios escritos sobre Pedagogia e Psicologia. Vai mesmo além seu ensaio Pensamentos para uma universidade galega, publicado pela revista Nós e das suas numerosas colaborações sobre teoria nacionalista n'A Nosa Terra, em que traduz a ideia da "psicologia dos povos" de Wundt, e entre as quais destacam as séries "A nossa escola" (1917), "Os nossos problemas educativos" (1918), e "Pola reforma da ortografia" (1918), texto que fez com que hoje seja considerado por muitos como o pai do reintegracionismo galego. Contudo, a compilação da sua obra será apenas publicada postumamente: primeiro em espanhol, em 1930, sob o título de Ensayos y poesías; e em galego, sob o título Ensaios e poesias (Ed. Galaxia) só em 1974, ano em que lhe foi dedicado do Dia das Letras Galegas.